# Maren Völz
Maren Völz, née le 20 novembre 1999, est une rameuse allemande, médaillée de bronze olympique en 2024.

## Carrière
Völz fait ses études à l'université de Potsdam et s'entraîne à l'Olympic Training Center à Berlin-Charlottenbourg .
En juillet 2024, en tant que membre du bateau de quatre de couple allemande, elle remporte la médaille de bronze des Jeux olympiques.

## Palmarès

### Jeux olympiques
- Jeux olympiques d'été de 2024 à Paris :
  -  médaille de bronze en quatre de couple

### Championnats d'Europe
- Championnats d'Europe 2024 à Szeged :
  -  médaille de bronze en quatre de couple